# Matias de Jerusalém
Matias de Jerusalém (m. 120) foi um santo cristão do século II e bispo de Jerusalém. Durante o seu episcopado, ele teve que lidar com uma complicada situação política por causa da perseguição aos cristãos pelos romanos e por conta de uma revolta judaica.
É possível que as relíquias que Santa Helena trouxe de volta de Jerusalém para Roma como sendo do apóstolo Matias sejam, na verdade, de São Matias de Jerusalém.